# The Horde
The Horde — компьютерная игра, разработанная Toys For Bob и изданная Crystal Dynamics в 1994 году изначально для платформы 3DO, а после — для Sega Saturn, FM Towns и MS-DOS.
У игры было необычное для своего времени сочетание экшена и стратегии в реальном времени. Также в игре использовались видеозаставки в формате FMV, в которых участвовали профессиональные актёры, включая Кирка Кэмерона и Майкла Грегори. В некоторых версиях видеовставки были заменены на слайдшоу, однако звук остался нетронутым. Также примечательна первая версия игры для 3DO — для того, чтобы высвободить место для сохранений, игра без спроса удаляла сохранения других игр. Видя недовольство игроков по этому поводу, разработчики были вынуждены в спешном порядке выпустить обновлённую версию, в которой данная проблема была решена.
Игра также входила в поставку MPEG-карты RealMagic в качестве демонстрации возможности воспроизведения видеороликов аппаратным декодером карты, так как на то время программный не мог справиться с цифровым видеопотоком из-за недостаточных вычислительных ресурсов процессоров тех лет.
Музыка к игре была написана Берком Трейсшаманном, за которую он получил награду «Premiere Award for Best Musical Score» от Computer Gaming World в 1994 году.

## Сюжет
Игрок управляет мальчиком на побегушках по имени Чонси. Однажды Чонси спас от смерти Винтропа Доброго, короля Францпованкии, поперхнувшегося куском еды, за что был награждён земельным наделом с правом основать на нём собственное поселение. Однако землю постоянно атакуют красные монстры, которые называют себя Стаей (англ. The Horde). Задачей Чонси становятся процветание поселения и защита его от набегов Стаи.

## Игровой процесс
Игра разделена на две фазы. Первая фаза — фаза строительства, в которой игрок может обустраивать поселение, высаживать деревья, расставлять коров, а также строить различные оборонительные сооружения — водяные рвы, ямы с кольями, заборы.
После первой фазы наступает фаза атаки, в ходе которой игрок должен защищать поселение от набегов Стаи. Игрок вооружён мечом, подаренным королём, и различными магическими предметами. Эти предметы потребляют ману, которая преобразовывается из золота с помощью кредитной карточки «Автоматического Трансфера Маны».
Основным источником дохода являются прибыль от коров и платы за ренту от жителей поселения. В конце каждого сезона игрок получает информацию по поступлению денежных средств. В конце года игрок должен заплатить налог, который растёт с каждым годом. Если игрок не может расплатиться, игра заканчивается проигрышем. После уплаты налога есть возможность купить магические предметы и сохраниться.
Игра длится несколько лет, в процессе которых игрок пять раз меняет своё поселение — от зелёных лугов до заснеженных долин.